# Данилевич Віктор Климентійович
Ві́ктор Климе́нтійович Даниле́вич (24 листопада 1898 (за іншими даними 1892), с. Тилявка, нині Шумського району Тернопільської області, Україна — 1962 (за іншими даними 1963), Осінніки (за іншими даними Свердловськ), нині РФ) — український археолог, етнограф. Член товариства «Просвіта».

## Життєпис
Навчався на філологічному факультеті Імператорського Новоросійського університету (нині — Одеський національний університет імені І. І. Мечникова).
У часи Української революції — хорунжий Армії УНР.
Від 1922 вчителював у Шумську.
Під час Другої світової війни співпрацював з членами формувань ОУН та УПА.
Колекція археологічних знахідок та народного одягу, що зібрав Данилевич, — одна з найцінніших на Волині (зберігається у Кременецькому районному краєзнавчому музеї).
1945 заарештований за «антирадянську пропаганду»; реабілітований 1954.